# 柯尼希斯费尔德 (莱茵兰-普法尔茨州)
柯尼希斯费尔德是德国莱茵兰-普法尔茨州的一个市镇。总面积7.20平方公里，总人口639人，其中男性330人，女性309人（2011年12月31日），人口密度89人/平方公里。